# Campeonato Canadiense de Fútbol 2019
El Campeonato Canadiense de Fútbol 2019 fue la duodécima edición de la competición del fútbol de Canadá. Empezó el 15 de mayo y terminó el 25 de septiembre. En esta edición, actuaron 13 equipos, incluyendo los siete clubes de la Canadian Premier League. Debido a la cantidad de participantes, se realizó una ronda de eliminación directa con 5 rondas, mientras que el campeón vigente, Toronto FC, jugó a partir de las semifinales.
El Montreal Impact ganó la copa por cuarta vez en su historia tras vencer por penales ante Toronto FC, después de terminar 1-1 en el global y clasificó a la Liga de Campeones de la Concacaf 2020.

## Equipos participantes
| Equipo                 | Ciudad     | Liga                               |
| ---------------------- | ---------- | ---------------------------------- |
| A.S. Blainville        | Blainville | Première Ligue de soccer du Québec |
| Cavalry FC             | Calgary    | Canadian Premier League            |
| FC Edmonton            | Edmonton   | Canadian Premier League            |
| Forge FC               | Hamilton   | Canadian Premier League            |
| HFX Wanderers          | Halifax    | Canadian Premier League            |
| Montreal Impact        | Montreal   | Major League Soccer                |
| Ottawa Fury            | Ottawa     | USL Championship                   |
| Pacific FC             | Langford   | Canadian Premier League            |
| Toronto FC             | Toronto    | Major League Soccer                |
| Valour FC              | Winnipeg   | Canadian Premier League            |
| Vancouver Whitecaps FC | Vancouver  | Major League Soccer                |
| Vaughan Azzurri        | Vaughan    | League1 Ontario                    |
| York9 FC               | Toronto    | Canadian Premier League            |

### Equipos porprovincia
| Provincia          | N.º | Equipos                                                      |
| ------------------ | --- | ------------------------------------------------------------ |
| Ontario            | 5   | Forge FC, Ottawa Fury, Toronto FC, Vaughan Azzurri, York9 FC |
| Alberta            | 2   | Calvary FC, FC Edmonton                                      |
| Columbia Británica | 2   | Pacific FC, Vancouver Whitecaps FC                           |
| Quebec             | 2   | A.S. Blainville, Montreal Impact                             |
| Manitoba           | 1   | Valour FC                                                    |
| Nueva Escocia      | 1   | HFX Wanderers FC                                             |

## Primera ronda
| Fechas          | Local ida       | Resultado global | Local vuelta     | Ida | Vuelta |
| --------------- | --------------- | ---------------- | ---------------- | --- | ------ |
| 15 y 22 de mayo | Vaughan Azzurri | 3:3 (v.)         | HFX Wanderers FC | 2:3 | 1:0    |
| 15 y 22 de mayo | Pacific FC      | 1:4              | Calvary FC       | 0:2 | 1:2    |
| 15 y 22 de mayo | A.S. Blainville | 0:1              | York9 FC         | 0:0 | 0:1    |

## Segunda ronda
| Fechas          | Local ida        | Resultado global | Local vuelta | Ida | Vuelta |
| --------------- | ---------------- | ---------------- | ------------ | --- | ------ |
| 5 y 12 de junio | York9 FC         | 3:2              | FC Edmonton  | 3:1 | 0:1    |
| 4 y 11 de junio | Forge FC         | 2:3              | Calvary FC   | 1:1 | 1:2    |
| 5 y 12 de junio | HFX Wanderers FC | 4:1              | Valour FC    | 2:1 | 2:0    |

## Tercera ronda
| Fechas           | Local ida        | Resultado global | Local vuelta           | Ida | Vuelta |
| ---------------- | ---------------- | ---------------- | ---------------------- | --- | ------ |
| 10 y 24 de julio | HFX Wanderers FC | 4:5              | Ottawa Fury            | 2:3 | 2:2    |
| 10 y 24 de julio | York9 FC         | 2:3              | Montreal Impact        | 2:2 | 0:1    |
| 10 y 24 de julio | Calvary FC       | 2:1              | Vancouver Whitecaps FC | 0:0 | 2:1    |

## Fase final
|  | Semifinales      | Semifinales      | Semifinales            |   |            | Final                 | Final                 | Final                 |  |
|  | 7 y 14 de agosto | 7 y 14 de agosto | 7 y 14 de agosto       |   |            | 18 y 25 de septiembre | 18 y 25 de septiembre | 18 y 25 de septiembre |  |
|  |                  |                  |                        |   |            |                       |                       |                       |  |
|  |                  |                  |                        |   |            |                       |                       |                       |  |
|  | Toronto FC       | 2                | 3                      |   |            |                       |                       |                       |  |
|  | Toronto FC       | 2                | 3                      |   |            |                       |                       |                       |  |
|  | Ottawa Fury      | 0                | 0                      |   |            |                       |                       |                       |  |
|  | Ottawa Fury      | 0                | 0                      |   | Toronto FC | 0                     | 1 (1)                 |                       |  |
|  |                  |                  |                        |   | Toronto FC | 0                     | 1 (1)                 |                       |  |
|  |                  |                  | Montreal Impact (pen.) | 1 | 0 (3)      |                       |                       |                       |  |
|  | Cavalry FC       | 1                | Montreal Impact (pen.) | 1 | 0 (3)      | 0                     |                       |                       |  |
|  | Cavalry FC       | 1                |                        |   |            | 0                     |                       |                       |  |
|  | Montreal Impact  | 2                | 1                      |   |            |                       |                       |                       |  |
|  | Montreal Impact  | 2                | 1                      |   |            |                       |                       |                       |  |
|  |                  |                  |                        |   |            |                       |                       |                       |  |

| Campeón Montreal Impact |
| 4º Título               |

## Goleadores
| Jugador           | Equipo           | Goles |
| ----------------- | ---------------- | ----- |
| Ignacio Piatti    | Montreal Impact  | 4     |
| Mohamed Kourouma  | HFX Wanderers FC | 3     |
| Tomasz Skublak    | HFX Wanderers FC | 3     |
| Sergio Camargo    | Cavalry FC       | 2     |
| Thiago De Freitas | Ottawa Fury FC   | 2     |
| Nick DeLeon       | Toronto FC       | 2     |
| Tsubasa Endoh     | Toronto FC       | 2     |
| Rodrigo Gattas    | York9 FC         | 2     |
| Dominique Malonga | Cavalry FC       | 2     |
| Luis Perea        | HFX Wanderers FC | 2     |
| Ryan Telfer       | York9 FC         | 2     |
| Dominick Zator    | Cavalry FC       | 2     |